# Il grido della civetta
Il grido della civetta (The Cry of the Owl) è un film del 2009 diretto da Jamie Thraves. Il film è tratto dal romanzo Cry of the Owl di Patricia Highsmith.

## Trama
Robert Forrester sta divorziando dalla moglie Nickie, e a causa della disperazione inizia a spiare Jenny Thierolf; la ragazza, che abita nella zona, rappresenta infatti per lui l'armonia che è sempre mancata nella sua vita. Gli sembra felice nel suo rapporto con il fidanzato, Greg. Un giorno la ragazza si accorge della situazione e, dopo un'iniziale esitazione, invita Robert ad entrare.
A poco a poco si innamora dell'uomo, che va a trovare al lavoro e in altri contesti. Lascia Greg e manifesta i suoi sentimenti a Robert, che però è restio a cominciare una nuova relazione. Una sera, Greg segue Robert in macchina e ingaggia con lui una colluttazione. Robert ha la meglio, lo fa finire nell'acqua di un fiume e poi lo tira fuori, assicurandosi che sia vivo.
Il giorno in cui finalizza il divorzio con Nickie, tuttavia, gli viene comunicato dalla polizia che Greg è scomparso, probabilmente annegato. Robert diventa il principale sospettato, nonostante racconti la sua versione dei fatti. La sua nuova condizione porta con sé conseguenze immediate. Al lavoro, non solo perde la promozione ottenuta, ma viene sospeso, e un suo collega e amico si allontana da lui. Anche il proprietario dell'alloggio in cui vive lo invita ad andarsene.
Quando nel fiume viene rinvenuto un corpo, la posizione di Robert si complica. Dopo il suicidio di Jenny, si scopre che Greg è vivo. Questi, con la complicità di Nickie, tenta due volte di uccidere Robert, colpendo, in uno dei due casi, un vedovo che gli aveva dato ospitalità.
Recatosi nella vecchia casa di Jenny, Robert viene raggiunto da Greg e Nickie. A Greg, rilasciato su cauzione, giunge la notizia che il vedovo è morto. Fuori di sé, aggredisce Robert con un coltello, ma ha la peggio, mentre Nickie rimane uccisa nella colluttazione da Greg per un accidentale colpo di coltello al collo. Robert vede le sue mani insanguinate e per istinto sta per raccattare il coltello, ma si trattiene dal compiere questo gesto quando fuori dalla finestra egli sente un battito d'ali di un uccello. Rimane quindi un finale aperto, dove non si sa alla fine cosa potrebbe concludere la polizia.

## Distribuzione
Nel Regno Unito la pellicola è stata distribuita a partire dal 19 aprile 2010, mentre negli Stati Uniti a partire dall'8 giugno dello stesso anno. In Italia la pellicola è stata distribuita direttamente in home video da Koch Media, a partire dal 23 maggio 2013.